# Gustav Robert Kirchhoff
Gustav Robert Kirchhoff (født 12. marts 1824 i Königsberg, død 17. oktober 1887 i Berlin) var en tysk fysiker, der i 1860 sammen med Robert Bunsen grundlagde spektralanalysen, dvs. bestemmelsen af et stofs kemiske sammensætning ved hjælp af dets spektre. 
Han formulerede endvidere lovene for elektriske strømmes fordeling i forgrenede ledere.
Gustav Kirchhoff har endvidere lagt navn til Kirchhoffs træsætning (Kirchhoff's theorem), der er en meget anvendt sætning inden for den matematiske grafteori.